# Bo Utas
Bo Anders Utas, född 26 maj 1938 i Höglunda i Stuguns församling i Jämtland, är en svensk iranist och professor emeritus i iranska språk vid Uppsala universitet.

## Biografi
Bo Utas började studera iranska språk 1959 för H.S. Nyberg i Uppsala och försvarade sin doktorsavhandling i ämnet 1973. Hans avhandling är en kritisk utgåva av ett klassiskt sufiskt diktverk på persiska, Tariq ot-Tahqiq, som tillskrivits Abo'l-Majd Majdud Sana'i. Han har publicerat flera betydande studier av persisk sufism. På litteraturens område har Utas presenterat både persiska klassiker som Jalal al-din Rumi och Abu al-Qasim Ferdowsi i urval och moderna iranska författare som Mohammad Ali Jamalzadeh och Sadeq Hedayat. År 1965 utkom hans svenska översättning av Hedayats kortroman Den blinda ugglan (Buf-i kur). Utas samlade översättningar av och essäer om persisk litteratur utkom 2011 i två band, Den persiska litteraturen: Essäer och Översättningar redigerade av hans tidigare student iranisten Ashk Dahlén som även bidragit med en essä om modern persisk prosa.
Utas har varit verksam vid The Swedish Collegium for Advanced Study in the Social Sciences (SCASS) i Uppsala. Han är ledamot av Nathan Söderblom-Sällskapet.  Han är även före detta ordförande i Sven Delblancsällskapet.
Bo Utas är sedan 1967 gift med Elisabet Utas (född 1940).